# Bogoharjo (Ngadirojo)
Bogoharjo is een bestuurslaag in het regentschap Pacitan van de provincie Oost-Java, Indonesië. Bogoharjo telt 1773 inwoners (volkstelling 2010).